# Бетлах (Золотурн)
Бетлах (нем. Bettlach SO) — коммуна в Швейцарии, в кантоне Золотурн.
Входит в состав округа Леберн. Население составляет 4862 человека (на 31 декабря 2007 года). Официальный код — 2543.
В Бетлахе расположено предприятие по производству наручных часов Atlantic.